# أندريا أغيليرا (عارضة)
أندريا فيكتوريا أغيليرا باريديس (بالإسبانية: Andrea Victoria Aguilera Paredes) (من مواليد 27 أبريل 2001) هي عارضة أزياء وملكة جمال إكوادورية، وفازت بجائزة ملكة وملك جمال فوق القومية 2023.
فازت سابقًا بـ ملكة جمال الإكوادور 2021، ومثلت الإكوادور في مسابقة ملكة جمال ملكة جمال الدولية الكبرى 2021 حيث أنهت الوصيفة الأولى.

## روابط خارجية
- أندريا أغيليرا على إنستغرام